# Quirpa de tres mujeres
A Quirpa de tres mujeres (jelentése spanyolul: ’Három nő quirpája’) egy 1996-ban készített venezuelai telenovella, amelynek főszereplői Julio Alcázar, Fedra López és Gabriela Spanic, rendezője Carlos Izquierdo. A sorozat 107, egyenként 45 perces epizódból áll. Magyarországon nem sugározták.

## Történet
|  | Alább a cselekmény részletei következnek! |

Vicente Echeverría számító ember, aki ellopta Gonzalo Landaeta földjét, és viszonyt kezdett annak feleségével. Gonzalo nem bírta feldolgozni a veszteséget, ennek következtében meghalt. Vicentének van három gyönyürű lánya: Manuela, Emiliana és Camila, akik öntudatosak, és nem hallgatnak apjukra. Manuela Ezequiel Erellano felesége, a szerelmet azonban csak akkor ismeri meg, amikor belép életébe Rodrigo Uzcátegui, akivel megtapasztalja a szenvedélyt és a gyengédséget. Emiliana egy férfi szerelme, és az apja iránti tisztelet között őrlődik, beleszeret ugyanis Juan Cristóbal Landaetaba, egy nála idősebb férfiba, aki mindemellett apja legádázabb ellensége. Camila a gyerekkori játszótársába, Darío Guanipaba szerelmes, aki azonban 
csak egy munkás Vicente földjén. A történet a három nő sorsát kíséri végig…
|  | Itt a vége a cselekmény részletezésének! |

## Szereplők
- Julio Alcázar – Don Vicente Echeverría
- Fedra López – Manuela Echeverría
- Gabriela Spanic – Emiliana Echeverría
- Daniel Lugo – Juan Cristóbal Landaeta
- Mónica Rubio – Camila Echeverría
- Danilo Santos – Rodrigo Uzcátegui
- Juan Carlos Vivas – Darío Guanipa
- Cristina Reyes – Betania Rangel
- Henry Galué – Ezequiel Erellano
- Milena Santander – Evangelina Salazar
- Sofía Díaz – Daniela Uzcátegui
- Ivette Domínguez – Tibisay
- Duly Garaterol – Isabela Uzcátegui
- José Rafael Giménez – Gabriel Erellano
- Ramón Hinojosa – Santos Ortiz
- Eva Moreno – Mercedes Landaeta
- Yolanda Muñoz – Plácida Guanipa
- Javier Paredes – José María Carasquel
- Elluz Peraza – Consuelo
- José Luis Zuleta – Lorenzo Real

## Érdekesség
- A sorozatot 2003-ban feldolgozta a mexikói Televisa televíziós társaság, a feldolgozás a "Niña… amada mía" címet kapta, melynek főszereplői Karime Lozano és Sergio Goyri.

## Külső hivatkozások
- Quirpa de tres mujeres az IMDb-n
- Quirpa de tres mujeres – Venevisión Internacional[halott link]